# Casa de Remolienda
Casa de Remolienda è un film del 2007 diretto da Joaquín Eyzaguirre.